# 여집합
집합론에서, 집합 A의 여집합(餘集合, 또는 보집합(補集合), complement set) AC는, 전체집합 U의 원소 중 A의 원소가 아닌 것들의 집합이다. 집합 B에 대한 A의 차집합(差集合, relative complement, set difference) B ∖ A는, B의 원소 중 A의 원소가 아닌 것들의 집합이다.
여집합은 차집합의 특수한 예이다. 반대로 말해, 차집합은 여집합을 일반화한 개념이다.

벤 다이어그램으로 표현한 여집합 A^{C}

전체집합 U가 정의되었을 때, 그의 부분집합 집합 A의 여집합은 AC, A', A, ∁UA, ∁A, 또는 U ∖ A로 표기되며, 다음과 같은 집합이다.
{\displaystyle A^{C}=\{x\in U:x\notin A\}}
다른 말로,
임의의 x ∈ U에 대해, x ∈ AC일 필요충분조건은 x ∉ A.

## 여집합의 성질
{\displaystyle (A\cap B)^{c}=A^{c}\cup B^{c}}
{\displaystyle (A\cup B)^{c}=A^{c}\cap B^{c}}
{\displaystyle A^{c}\cap A=\emptyset }
{\displaystyle A-B=A\cap B^{c}=A^{pure}}
{\displaystyle (A^{c})^{c}=A}
{\displaystyle U^{c}=\emptyset }

## 연산
{\displaystyle (\emptyset \cup A^{c})\cup A=\emptyset \cup (A^{c}\cup A)=\emptyset \cup U=U}
{\displaystyle (A\cup A)\cap (A^{c}\cup A)=(A\cap A^{c})\cup A=\emptyset \cup A=A}
{\displaystyle (A-B)\cap \left((B\cup B)\cap (B^{c}\cup B)\right)=A^{pure}\cap ((B\cap B^{c})\cup B)=A^{pure}\cap B=\emptyset }
{\displaystyle (A-B)\cap (B-A)=(A\cap B^{c})\cap (B\cap A^{c})=A^{pure}\cap B^{pure}=\emptyset }

## 차집합

벤 다이어그램으로 표현한 차집합

집합 B에 대한 A의 차집합은 B ∖ A 또는 B - A로 표기되며, 다음과 같은 집합이다.
{\displaystyle B\setminus A=\{x\in B:x\notin A\}}
즉
임의의 대상 x에 대해, x ∈ B ∖ A일 필요충분조건은 x ∈ B 또한 x ∉ A.
여집합은 부분집합 관계인 두 집합의 차집합과 같다. U에서의 A의 여집합은 곧 차집합 U ∖ A이다.
차집합 연산의 성질에 대해서는 집합대수 글 참고. 다음은 차집합의 간단한 예이다.
- {1, 2, 3} ∖ {2, 3, 4} = {1}
- {2, 3, 4} ∖ {1, 2, 3} = {4}

위 문단의 여집합 예시인
- {1, 2, 3, 4, 5, 6} ∖ {2, 3, 4, 5} = {1, 6}
- {\displaystyle \scriptstyle {\mathbb {R} \setminus \mathbb {Q} =\mathbb {I} }}

는 차집합의 예시이기도 하다.

## 같이 보기
- 대칭차